# Маунт-Гаррієт (національний парк)
Національний парк Маунт-Гаррієт, офіційно перейменований на Національний парк Маунт-Маніпур, є національним парком, розташований на території союзу Андаманських і Нікобарських островів Індії. Парк, заснований у 1969 році, охоплює близько 4,62 км2 (18.00 mi2). Гора Маніпур (гора Гаррієт) (383 метри (1 257 фут)), яка є частиною парку, є третьою за висотою вершиною на Андамансько-Нікобарському архіпелазі поряд із Піком Седл (732 метри (2 402 фут)) у Північному Андамані та гори Туллієр (568 метрів (1 864 фут)) у Великому Нікобарі.
Парк названо на честь Гаррієт К. Тайтлер, другої дружини Роберта Крістофера Тайтлера, офіцера британської армії, адміністратора, натураліста та фотографа, який був призначений наглядачем поселення каторжників у Порт-Блері на Андаманських островах із квітня 1862 року до лютого 1864 р. Гаррієт запам'ятали своєю роботою з документування пам'яток Делі та своїми нотатками під час повстання 1857 року в Індії.

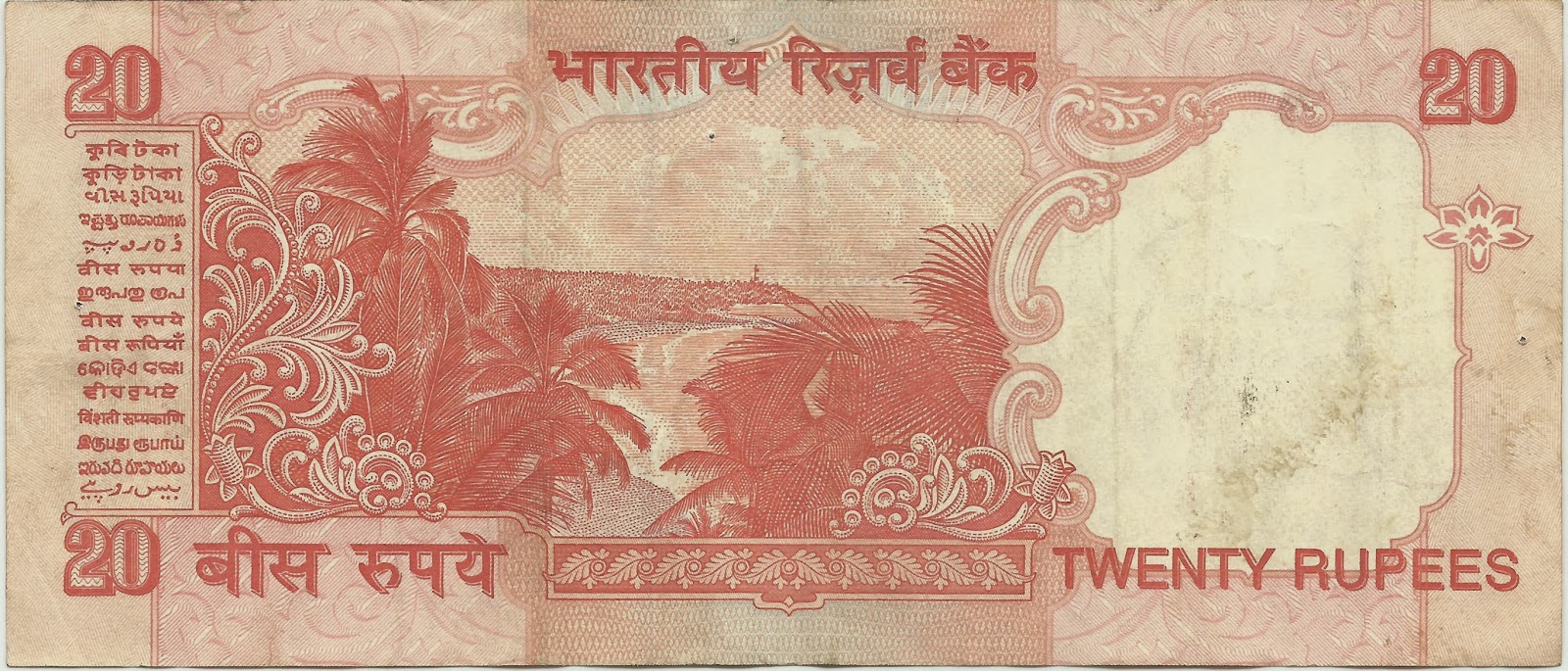
Гора Маніпур (гора Гаррієт) зображена на індійській купюрі номіналом 20 рупій (випуск до 2019 р.)

Добре відомими видами фауни парку є андаманські дикі свині (зникаючий вид), морські крокодили, черепахи та кокосові краби. Парк також є гарячою точкою для метеликів. Зображення на зворотному боці банкноти номіналом 20 ₹ було зроблено в парку.

## Географія
Національний парк Маунт-Гаррієт спочатку був заповідним лісом, який у 1979 році був перетворений на національний парк. Він охоплює територію в 4 662 гектари (11 520 акрів), яка, ймовірно, буде розширена, щоб охопити додаткову територію в 1 700 гектарів (4 200 акрів), щоб включити прилеглі гірські хребти та морську екосистему на східному узбережжі. Гори в парку вирівняні в напрямку північ-південь, а хребти та відроги, що походять від них, вирівняні в напрямку схід-захід. Діапазон висоти парку становить від нуля на узбережжі до пікового рівня 481 метр (1 578 фут). Східна сторона парку має круті схили, і пляжі тут також утворені скелями з вкрапленнями невеликих піщаних ділянок. Парк дренується багатьма струмками, які здіймаються на пагорбах і впадають у море на сході. Парк переживає морські кліматичні умови, а також жаркі та вологі умови з огляду на його близькість до екватора.
Примітна особливість 2 кілометри (1,2 миля) далеко від парку розташований Калапатар, де в'язнів зіштовхували в яр на смерть.
Парк розташований за 20 кілометрів (12 миля) від Порт-Блера, столиці території Союзу, де також є аеропорт.
Похід через парк популярний, оскільки він проходить через привабливий пляж; можна спостерігати за ендемічною орнітофауною, тваринами та метеликами, які літають навколо, а також побачити слонів, що несуть пиломатеріали.
Племінна громада, що живе в тропічному лісі парку, — це люди Негріто, які є мисливцями-збирачами.

## Флора
У парку є вічнозелені первинні ліси, а в Чиріятапу — змішані листяні ліси, поєднання первинних і вторинних лісів. Три типи лісів класифікуються як тропічні вічнозелені, тропічні вічнозелені на вершинах пагорбів і прибережні. Загалом відомо про 134 види рослин і дерев, у тому числі 74 місцеві та 51 інтродукований вид. Деякі види рослин тропічного різновиду: Dipterocarpus gracilis, Dipterocarpus grandiflorus, Dipterocarpus kerrii, Endospermum chinensis і Hopea odorata, включаючи Araucaria columnaris, яка є хвойною рослиною, що походить з Каледонських островів. Види рослин тропічного різновиду на вершині пагорба: Canarium manii, Cratoxylum formosum і Dipterocarpus costatus. Види прибережних лісів — це переважно Manilkara littoralis і Moringa citrifolia.
Похід по 7-кілометрів (4,3 миля) шлях від Bambooflat до вершини гори на висоті 365 метрів (1 198 фут), видно дерева зі звисаючими ліанами.

## Тваринний світ

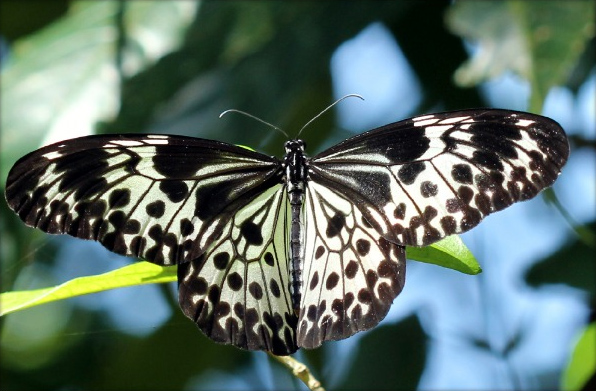
Німфа андаманського дерева

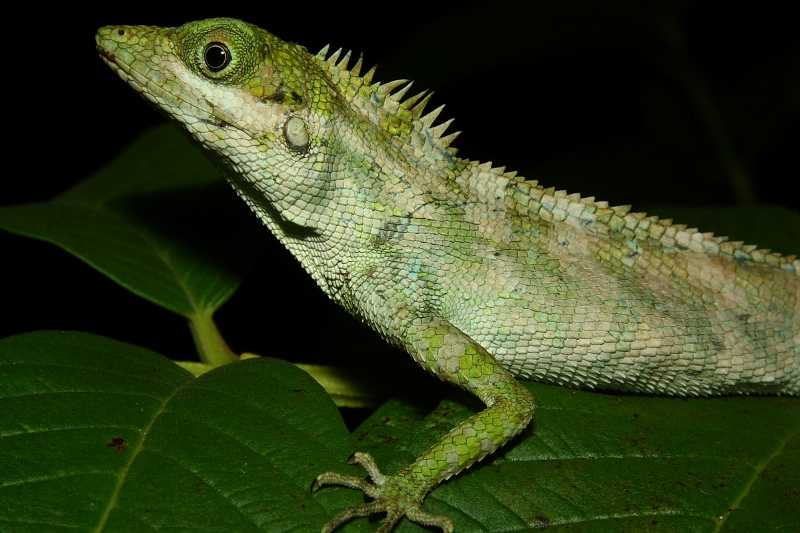
Калот андаманський

Орнітофауна, визначена Bird Life International, включає сім «майже зникаючих» видів, а саме: андаманський лісовий голуб (Columba palumboides), андаманська зозуля (Macropygia rufipennis), андаманський сич (Otus balli), андаманський пугач (Ninox affinis), андаманський дятел (Dryocopus hodgei), андаманський дронго (Dicrurus andamanensis) і андаманський древопис (Dendrocitta bayleyi); є також два види, які викликають найменше занепокоєння, а саме коукал андаманський (Centropus andamanensis) і білоголовий шпак (Sturnus erythropygius).
Інтродуковані види становлять азіатського слона (Elephas maximus) і чітала (Axis axis), окрім здичавілих. Зареєстровано 28 видів рептилій (у тому числі 14 видів, ендемічних для Андаманських островів), переважно ящірок і змій. Фауна земноводних нараховує 6 видів; 2 види андаманської бичачої жаби (Kaloula baleata ghoshi) і андаманської жаби рисового поля (Limnonectes andamanensis) є ендемічними.
Водна фауна, про яку повідомляється з потоків, складається з 16 видів; деякі з цих видів — вугор, сом, бичок, елеотрові і змієголов.
Наземні молюски налічують шість видів. Відомо про 355 видів безхребетних, серед яких 70 % становлять комахи. Добре відома комаха шовкопряд, Samia cynthia, була зареєстрована в парку в низинних лісових районах до 365 метрів (1 198 фут). Крім того, личинки Samia fulva поїдали листя Zanthoxylum rhetsa (Rutaceae) і Heteropanax fragrans (Araliaceae).